# Philip Dizack
Philip „Phil“ Dizack (* 1985) ist ein US-amerikanischer Jazzmusiker (Trompete, Flügelhorn, Komposition) des Post Bop, dessen Trompetenspiel teilweise so klingt „wie eine menschliche Stimme, die zu einem spricht.“

## Leben und Wirken
Dizack, der aus Milwaukee stammt, kam früh mit Jazzmusik in Kontakt; sein Vater handelte mit audiophilem Equipment. Mit zehn Jahren begann er Musikinstrumente zu spielen, zunächst Altsaxophon und Posaune, bevor er zur Trompete wechselte. Er besuchte die Milwaukee High School of the Arts (Abschluss 2003); anschließend tourte er mit der Bigband Stan Getz/Clifford Brown All Stars unter Leitung von Justin DiCioccio in den Vereinigten Staaten, Kanada und Japan. Ab 2003 studierte er an der Manhattan School of Music und arbeitete ab den frühen 2000er-Jahren in der New Yorker Jazzszene. Erste Aufnahmen entstanden 2005 mit der Band von Harvie Swartz (Funky Cha). In den folgenden Jahren spielte er u. a. mit Gregory Tardy (He Knows My Name), Janelle Reichman,  Emily Asher, Miho Hazama, Brian Lynch (Presents Madera Latino), Paolo Sapia und in Daniel Jamieson's Danjam Orchestra.
2005 erschien bei Fresh Sound Records Dizacks Debütalbum Beyond a Dream. 2012 folgte End of an Area bei Truth Revolution Records. 2013 nahm er mit Ben Wendel, Eden Ladin (Piano), Joe Sanders (Bass) und Eric Harland für Criss Cross Jazz das Album Single Soul auf. Im Bereich des Jazz war er zwischen 2005 und 2019 an 14 Aufnahmesessions beteiligt. 2019 leitete er ein Quintett, dem Immanuel Wilkins (Altsaxophon), Barry Stephenson (Bass), Micah Thomas (Piano) und Kush Abadey (Schlagzeug) angehören; des Weiteren arbeitet er mit Lucas Pino, Or Bareket und Tivon Pennicott. In der Schweiz war er mit der Gruppe Roiin um Sängerin Corinne Nora Huber auf Tournee. 2020 erweiterte Shai Maestro mit ihm auf dem Album Human sein Trio zum Quartett. Zu hören ist er auf Remy Le Boeufs Album Architecture of Storms (2021).

## Auszeichnungen
Dizack erhielt 2004 den dritten Platz beim International Trumpet Guild Jazz Competition, 2005 war er Sieger beim National Trumpet Competition. Ebenfalls 2005 siegte er beim Carmine Caruso International Solo Jazz Competition.

## Diskographische Hinweise
- Daniel Jamieson's Danjam Orchestra: Sudden Appearance (OA2, 2010)
- Paolo Sapia: Mostly Music (2014), mit Peter Zak, John Webber, Jimmy Cobb
- Gregory Tardy: With Songs of Joy (SteepleChase, 2014), mit John Chin (p), Sean Conly, Jaimeo Brown (dr)
- The Awakening Orchestra: Volume I: This Is Not the Answer (Innova, 2017)